# شیخ حسین (شوشتر)
روستاى شیخ حسین ، روستایی از توابع بخش شعيبيه شهرستان شوشتر در استان خوزستان ایران است.

## جمعیت
این روستا در دهستان شعیبیه غربی قرار دارد و براساس سرشماری مرکز آمار ایران در سال ۱۳۸۵، جمعیت آن ۹۶۰ نفر (۱۶۰خانوار) بوده‌است.